# Caratê nos Jogos Europeus de 2015 - Kata individual feminino
A competição feminina kata do caratê nos Jogos Europeus de 2015 foi realizada no Baku Crystal Hall em 14 de junho de 2015.

## Calendário
Horário de verão do Azerbaijão (UTC+5).
| Data        | Horário | Fase                |
| ----------- | ------- | ------------------- |
| 14 de junho | 10:00   | Fase qualificatória |
| 14 de junho | 15:30   | Semifinal           |
| 14 de junho | 18:00   | Final               |

## Medalhistas
| Ouro   | ESP Sandra Sánchez Jaime |
| Prata  | FRA Sandy Scordo         |
| Bronze | TUR Dilara Bozan         |

## Resultados

### Fase qualificatória

#### Grupo A
| Atleta                   | J | V | E | D | Pontos | Pontos | Pontos |
| Atleta                   | J | V | E | D | GP     | GC     | Dif    |
| ------------------------ | - | - | - | - | ------ | ------ | ------ |
| ESP Sandra Sanchez Jaime | 3 | 3 | 0 | 0 | 14     | 1      | +13    |
| FRA Sandy Scordo         | 3 | 2 | 0 | 1 | 9      | 6      | +3     |
| CZE Veronika Miskova     | 3 | 1 | 0 | 2 | 7      | 8      | -1     |
| IRL Karen Dolphin        | 3 | 0 | 0 | 3 | 0      | 15     | -15    |

|                          | Placar |                      |
| ------------------------ | ------ | -------------------- |
| ESP Sandra Sanchez Jaime | 5–0    | IRL Karen Dolphin    |
| CZE Veronika Miskova     | 2–3    | FRA Sandy Scordo     |
| ESP Sandra Sanchez Jaime | 4–1    | FRA Sandy Scordo     |
| CZE Veronika Miskova     | 5–0    | IRL Karen Dolphin    |
| IRL Karen Dolphin        | 0–5    | FRA Sandy Scordo     |
| ESP Sandra Sanchez Jaime | 5–0    | CZE Veronika Miskova |

#### Grupo B
| Atleta              | J | V | E | D | Pontos | Pontos | Pontos |
| Atleta              | J | V | E | D | GP     | GC     | Dif    |
| ------------------- | - | - | - | - | ------ | ------ | ------ |
| TUR Dilara Bozan    | 3 | 3 | 0 | 0 | 14     | 1      | +13    |
| GER Jasmin Bleul    | 3 | 2 | 0 | 1 | 11     | 4      | +7     |
| CRO Vlatka Kiuk     | 3 | 1 | 0 | 2 | 5      | 10     | -5     |
| AZE Adila Gurbanova | 3 | 0 | 0 | 3 | 0      | 15     | -15    |

|                  | Placar |                     |
| ---------------- | ------ | ------------------- |
| TUR Dilara Bozan | 5–0    | CRO Vlatka Kiuk     |
| GER Jasmin Bleul | 5–0    | AZE Adila Gurbanova |
| TUR Dilara Bozan | 5–0    | AZE Adila Gurbanova |
| GER Jasmin Bleul | 5–0    | CRO Vlatka Kiuk     |
| CRO Vlatka Kiuk  | 5–0    | AZE Adila Gurbanova |
| TUR Dilara Bozan | 4–1    | GER Jasmin Bleul    |

### Finais
|  | Semifinais               | Semifinais       |   |                  | Final                    | Final |  |
|  |                          |                  |   |                  |                          |       |  |
|  |                          |                  |   |                  |                          |       |  |
|  | ESP Sandra Sanchez Jaime | 5                |   |                  |                          |       |  |
|  | GER Jasmin Bleul         | 0                |   |                  |                          |       |  |
|  |                          |                  |   |                  |                          |       |  |
|  |                          |                  |   |                  |                          |       |  |
|  |                          |                  |   |                  | ESP Sandra Sanchez Jaime | 5     |  |
|  |                          | FRA Sandy Scordo | 0 |                  |                          |       |  |
|  |                          |                  |   |                  |                          |       |  |
|  |                          |                  |   |                  |                          |       |  |
|  |                          |                  |   |                  | Disputa pelo bronze      |       |  |
|  |                          |                  |   |                  |                          |       |  |
|  | FRA Sandy Scordo         | 3                |   | GER Jasmin Bleul | 0                        |       |  |
|  | TUR Dilara Bozan         | 2                |   |                  | TUR Dilara Bozan         | 5     |  |